# إيرين يوسف
إيرين يوسف هي شاعرة غنائية وكاتبة سيناريو مصرية، غنت من كلماتها المطربة السورية أصالة نصري عام 2019 أغنية «غمض قوي» بمشاركة فرقة بساطة، وبمصاحبة عزف فرقة أوركسترا كييف الكلاسيكية، ومن ألحان إيهاب عبد الواحد.

## أعمالها ومؤلفاتها
كتبت إيرين يوسف العديد من الدواوين الشعرية باللهجة العامية المصرية، ومنها:
- شبرا مصر (شعر): صدر عام 2014 عن الهيئة المصرية العامة للكتاب بالقاهرة.[2]
- آخر شوية ليل (شعر): صدر عام 2017 عن دار دون للنشر والتوزيع بالقاهرة، وتضمّن نحو 40 قصيدة تباينت موضوعاتها بين الذاتي والرومانسي والوطني.[3]

## الجوائز
حظيت إيرين يوسف بتكريم العديد من الجهات، وحصلت على عدة جوائز أدبية من أهمها:
- جائزة أحمد فؤاد نجم لأفضل ديوان شعر بالعامية المصرية عام 2017 عن ديوانها «آخر شوية ليل».[4][5]